# Улица Новосёлов (Санкт-Петербург)
Улица Новосёлов — улица в Невском районе Санкт-Петербурга. Проходит от Октябрьской набережной до проспекта Большевиков.

## История
В январе 1964 года была закончена стройка новых кварталов на правом берегу Невы. Образовавшаяся улица получила название 16 января 1964 года в честь новосёлов, которые въехали в новые квартиры вскоре после сдачи квартала. До января 1964 года улица носила название Дорога на Пруды. Пруды были засыпаны, название улицы изменено.

## Интересный факт
Улица была проложена вдоль служебной железнодорожной линии, соединявшей железнодорожную ветку станции Нева с промзоной на Октябрьской набережной. Линия полностью демонтирована в 2011—2012 годах, но чётная сторона улицы до сих пор большей частью не застроена.

## Пересечения
- Октябрьская набережная
- Дальневосточный проспект
- проспект Большевиков